# Europäisches Olympisches Sommer-Jugendfestival 2021/Handball
Die beiden Handballwettbewerbe beim Europäischen Olympischen Jugendfestival 2021 wurden vom 25. bis 30. Juli 2022 ausgetragen. Am Turnier nahmen bei Mädchen und Jungen der Altersklasse U17 jeweils acht Mannschaften teil.

## Teilnehmende Teams
Jeweils 8 Teams nahmen an dem Wettbewerb teil.
| Jungen                                                                                   | Mädchen                                                                                    |
| ---------------------------------------------------------------------------------------- | ------------------------------------------------------------------------------------------ |
| - Kroatien - Dänemark - Spanien - Deutschland - Island - Portugal - Slowenien - Slowakei | - Kroatien - Dänemark - Deutschland - Ungarn - Montenegro - Norwegen - Rumänien - Slowakei |

## Jungen

### Gruppenphase
In der Gruppenphase spielt jede Mannschaft einer Gruppe einmal gegen jedes andere Team in der gleichen Gruppe. Die jeweils besten zwei Mannschaften jeder Gruppe qualifizierten sich für das Halbfinale, die weiteren Gruppenteilnehmer spielen um die Plätze 5–8.

#### Gruppe A
| Pl. | Verein      | Sp. | S | U | N | Tore     | Diff. | Punkte |
| --- | ----------- | --- | - | - | - | -------- | ----- | ------ |
| 1.  | Deutschland | 3   | 3 | 0 | 0 | 0102:600 | +42   | 06:00  |
| 2.  | Portugal    | 3   | 2 | 0 | 1 | 088:740  | +14   | 04:20  |
| 3.  | Slowenien   | 3   | 1 | 0 | 2 | 073:800  | −7    | 02:40  |
| 4.  | Slowakei    | 3   | 0 | 0 | 3 | 054:1030 | −49   | 00:60  |

| Datum | Uhrzeit | Partie      | Partie | Partie      | Ergebnis |
| ----- | ------- | ----------- | ------ | ----------- | -------- |
| 25.07 | 14:30   | Deutschland | -      | Slowakei    | 40-17    |
| 25.07 | 18:30   | Slowenien   | -      | Portugal    | 25–30    |
| 26.07 | 14:30   | Slowakei    | -      | Portugal    | 17–34    |
| 26.07 | 18:30   | Deutschland | -      | Slowenien   | 30-19    |
| 27.07 | 14:30   | Slowenien   | -      | Slowakei    | 29-20    |
| 27.07 | 18:30   | Portugal    | -      | Deutschland | 24–32    |

#### Gruppe B
| Pl. | Verein   | Sp. | S | U | N | Tore    | Diff. | Punkte |
| --- | -------- | --- | - | - | - | ------- | ----- | ------ |
| 1.  | Dänemark | 3   | 2 | 1 | 0 | 090:730 | +17   | 05:10  |
| 2.  | Kroatien | 3   | 1 | 1 | 1 | 082:900 | −8    | 03:30  |
| 3.  | Spanien  | 3   | 1 | 0 | 2 | 084:830 | +1    | 02:40  |
| 4.  | Island   | 3   | 1 | 0 | 2 | 080:900 | −10   | 02:40  |

| Datum | Uhrzeit | Partie   | Partie | Partie   | Ergebnis |
| ----- | ------- | -------- | ------ | -------- | -------- |
| 25.07 | 16:30   | Kroatien | -      | Island   | 26–35    |
| 25.07 | 20:30   | Spanien  | -      | Dänemark | 24–31    |
| 26.07 | 16:30   | Island   | -      | Dänemark | 20–30    |
| 26.07 | 20:30   | Kroatien | -      | Spanien  | 27-26    |
| 27.07 | 16:30   | Spanien  | -      | Island   | 34-25    |
| 27.07 | 20:30   | Dänemark | -      | Kroatien | 29-29    |

### Hauptrunde

#### Platzierungsspiele
| Datum | Uhrzeit | Partie    | Partie | Partie   | Ergebnis |
| ----- | ------- | --------- | ------ | -------- | -------- |
| 29.07 | 14:30   | Spanien   | -      | Slowakei | 37-19    |
| 29.07 | 16:30   | Slowenien | -      | Island   | 23–26    |

| Spiel um Platz 5 | Spiel um Platz 5 | Spiel um Platz 5 | Spiel um Platz 5 | Spiel um Platz 5 |
| ---------------- | ---------------- | ---------------- | ---------------- | ---------------- |
| 1                | Spanien          | 32:29 (15:16)    | Island           |                  |
| Spiel um Platz 7 |                  |                  |                  |                  |
| 2                | Slowakei         | 23:22 (09:12)    | Slowenien        |                  |

#### Finalrunde
|  | Halbfinale | Halbfinale  | Halbfinale |    |          | Finale           | Finale           | Finale           |
|  |            |             |            |    |          |                  |                  |                  |
|  |            |             |            |    |          |                  |                  |                  |
|  | B1         | Dänemark    | 32         |    |          |                  |                  |                  |
|  | A2         | Portugal    | 24         |    |          |                  |                  |                  |
|  |            |             |            | B1 | Dänemark | 28               |                  |                  |
|  |            |             |            |    | A1       | Deutschland      | 29               |                  |
|  | A1         | Deutschland | 37         |    |          |                  |                  |                  |
|  | B2         | Kroatien    | 19         |    |          | Spiel um Platz 3 | Spiel um Platz 3 | Spiel um Platz 3 |
|  |            |             |            |    |          | A2               | Portugal         | 28               |
|  | B2         | Kroatien    | 24         |    |          |                  |                  |                  |
|  |            |             |            |    |          |                  |                  |                  |

### Abschlussplatzierungen
| Rang   | Team        |
| ------ | ----------- |
| Gold   | Deutschland |
| Silber | Dänemark    |
| Bronze | Portugal    |
| 04.    | Kroatien    |
| 05.    | Spanien     |
| 06.    | Island      |
| 07.    | Slowakei    |
| 08.    | Slowenien   |

## Mädchen

### Gruppenphase
In der Gruppenphase spielt jede Mannschaft einer Gruppe einmal gegen jedes andere Team in der gleichen Gruppe. Die jeweils besten zwei Mannschaften jeder Gruppe qualifizierten sich für das Halbfinale, die weiteren Gruppenteilnehmer spielen um die Plätze 5–8.

#### Gruppe A
| Pl. | Verein   | Sp. | S | U | N | Tore     | Diff. | Punkte |
| --- | -------- | --- | - | - | - | -------- | ----- | ------ |
| 1.  | Ungarn   | 3   | 3 | 0 | 0 | 0102:740 | +28   | 06:00  |
| 2.  | Dänemark | 3   | 2 | 0 | 1 | 076:660  | +10   | 04:20  |
| 3.  | Rumänien | 3   | 1 | 0 | 2 | 079:790  | ±0    | 02:40  |
| 4.  | Slowakei | 3   | 0 | 0 | 3 | 059:970  | −38   | 00:60  |

| Datum | Uhrzeit | Partie   | Partie | Partie   | Ergebnis |
| ----- | ------- | -------- | ------ | -------- | -------- |
| 25.07 | 14:30   | Ungarn   | -      | Slowakei | 39-22    |
| 25.07 | 18:30   | Dänemark | -      | Rumänien | 23-22    |
| 26.07 | 14:30   | Slowakei | -      | Rumänien | 19–27    |
| 26.07 | 18:30   | Ungarn   | -      | Dänemark | 26-22    |
| 27.07 | 14:30   | Dänemark | -      | Slowakei | 31-18    |
| 27.07 | 18:30   | Rumänien | -      | Ungarn   | 30–37    |

#### Gruppe B
| Pl. | Verein      | Sp. | S | U | N | Tore    | Diff. | Punkte |
| --- | ----------- | --- | - | - | - | ------- | ----- | ------ |
| 1.  | Deutschland | 3   | 3 | 0 | 0 | 079:610 | +18   | 06:00  |
| 2.  | Norwegen    | 3   | 2 | 0 | 1 | 071:550 | +16   | 04:20  |
| 3.  | Montenegro  | 3   | 1 | 0 | 2 | 055:710 | −16   | 02:40  |
| 4.  | Kroatien    | 4   | 1 | 0 | 3 | 052:700 | −18   | 02:60  |

| Datum | Uhrzeit | Partie      | Partie | Partie      | Ergebnis |
| ----- | ------- | ----------- | ------ | ----------- | -------- |
| 25.07 | 16:30   | Deutschland | -      | Montenegro  | 28-19    |
| 25.07 | 20:30   | Kroatien    | -      | Norwegen    | 16–22    |
| 26.07 | 16:30   | Montenegro  | -      | Norwegen    | 14–25    |
| 26.07 | 20:30   | Deutschland | -      | Kroatien    | 26-18    |
| 27.07 | 16:30   | Kroatien    | -      | Montenegro  | 18–22    |
| 27.07 | 20:30   | Norwegen    | -      | Deutschland | 24–25    |

### Hauptrunde

#### Platzierungsspiele
| Datum | Uhrzeit | Partie     | Partie | Partie   | Ergebnis |
| ----- | ------- | ---------- | ------ | -------- | -------- |
| 29.07 | 14:30   | Montenegro | -      | Slowakei | 17-14    |
| 29.07 | 16:30   | Rumänien   | -      | Kroatien | 20–27    |

| Spiel um Platz 5 | Spiel um Platz 5 | Spiel um Platz 5 | Spiel um Platz 5 | Spiel um Platz 5 |
| ---------------- | ---------------- | ---------------- | ---------------- | ---------------- |
| 1                | Montenegro       | 11:19 (06:13)    | Kroatien         |                  |
| Spiel um Platz 7 |                  |                  |                  |                  |
| 2                | Slowakei         | 27:39 (10:19)    | Rumänien         |                  |

#### Finalrunde
|  | Halbfinale | Halbfinale  | Halbfinale |    |          | Finale           | Finale           | Finale           |
|  |            |             |            |    |          |                  |                  |                  |
|  |            |             |            |    |          |                  |                  |                  |
|  | B1         | Deutschland | 25         |    |          |                  |                  |                  |
|  | A2         | Dänemark    | 26         |    |          |                  |                  |                  |
|  |            |             |            | A2 | Dänemark | 26               |                  |                  |
|  |            |             |            |    | A1       | Ungarn           | 30               |                  |
|  | A1         | Ungarn      | 36         |    |          |                  |                  |                  |
|  | B2         | Norwegen    | 33         |    |          | Spiel um Platz 3 | Spiel um Platz 3 | Spiel um Platz 3 |
|  |            |             |            |    |          | B1               | Deutschland      | 23               |
|  | B2         | Norwegen    | 28         |    |          |                  |                  |                  |
|  |            |             |            |    |          |                  |                  |                  |

### Abschlussplatzierungen
| Rang   | Team        |
| ------ | ----------- |
| Gold   | Ungarn      |
| Silber | Dänemark    |
| Bronze | Norwegen    |
| 04.    | Deutschland |
| 05.    | Kroatien    |
| 06.    | Montenegro  |
| 07.    | Rumänien    |
| 08.    | Slowakei    |